# Stedelijke vergroening
Met stedelijke vergroening, stadsvergroening of urbane vergroening bedoelt men het aanbrengen van (aanzienlijk) meer begroeiingen in stedelijke omgevingen. Het begrip omvat een breed scala aan verrichtingen, waaronder bijvoorbeeld de aanleg van groene daken, verticale tuinen, geveltuinen, borders en de aanplant van bomen.

## Maatschappelijk belang
De realisering van stedelijke vergroening kent verscheidene doeleinden.

### Esthetische waarde
Veel stedelijke vergroeningsprojecten worden vanuit een esthetisch motief gerealiseerd. Over het algemeen wordt aanplant in kale, stenige stadsomgevingen als verfraaiend beschouwd.

### Mentale gezondheid
Verscheidene onderzoeken tonen aan dat meer begroeiingen in stedelijke omgevingen significant bijdragen aan de leefbaarheid en het geestelijk welzijn van de bevolking. Een omgeving met meer begroeiingen bevordert het herstel van onder andere stress en depressie.

### Klimaatadaptie
Vergroeningsprojecten kunnen op verschillende wijzen aanzienlijk bijdragen aan het klimaatbestendiger maken van stedelijke omgevingen.

#### Waterbeheer
Stedelijke vergroening kan – wanneer het als doeltreffend ontwerpelement wordt ingezet – een belangrijke rol spelen bij het beperken of voorkomen van wateroverlast. De infiltratie bij de begroeiingen kan dan zorgen voor vermindering van overtollig water op wegverhardingen en er wordt minder water afgevoerd via de riolering. Een begroeiing kan ook zorgen voor het aanvullen van het grondwater.

#### Hitte
Begroeiingen in stedelijke gebieden kunnen een belangrijke rol spelen bij het tegengaan van de gevolgen van het hitte-eilandeffect, omdat ze zorgen voor verkoeling door de transpiratie en schaduwwerking.

### Natuurwaarde
Stedelijke vergroening kan – mits het op de juiste manier gebeurd – de natuurwaarde van het desbetreffende gebied aanzienlijk verhogen. Vooral wanneer men plekken creëert of juist hun gaan laat gang zodat zich vegetatie kan ontwikkelen, kan de biodiversiteit in de stad aanzienlijk toenemen. Echter worden bij stedelijke vergroeningprojecten op grote schaal vaak planten ingezaaid of aangeplant, waarbij geen wilde, inheemse soorten van autochtoon genetisch materiaal worden gebruikt. In dat geval heeft stedelijke vergroening een aanzienlijk minder opbeurend effect voor de biodiversiteit en kan het de biodiversiteit zelfs schade toebrengen. Men rekent dergelijke vormen van vergroening daarom onder de ver-thematiek.